# Avenue Victor-Hugo (Les Pavillons-sous-Bois)
Pour les articles homonymes, voir Avenue Victor-Hugo.
L'avenue Victor-Hugo est un important axe de communication des Pavillons-sous-Bois. Elle se trouve dans le prolongement du long axe de la route départementale 78.

## Situation et accès

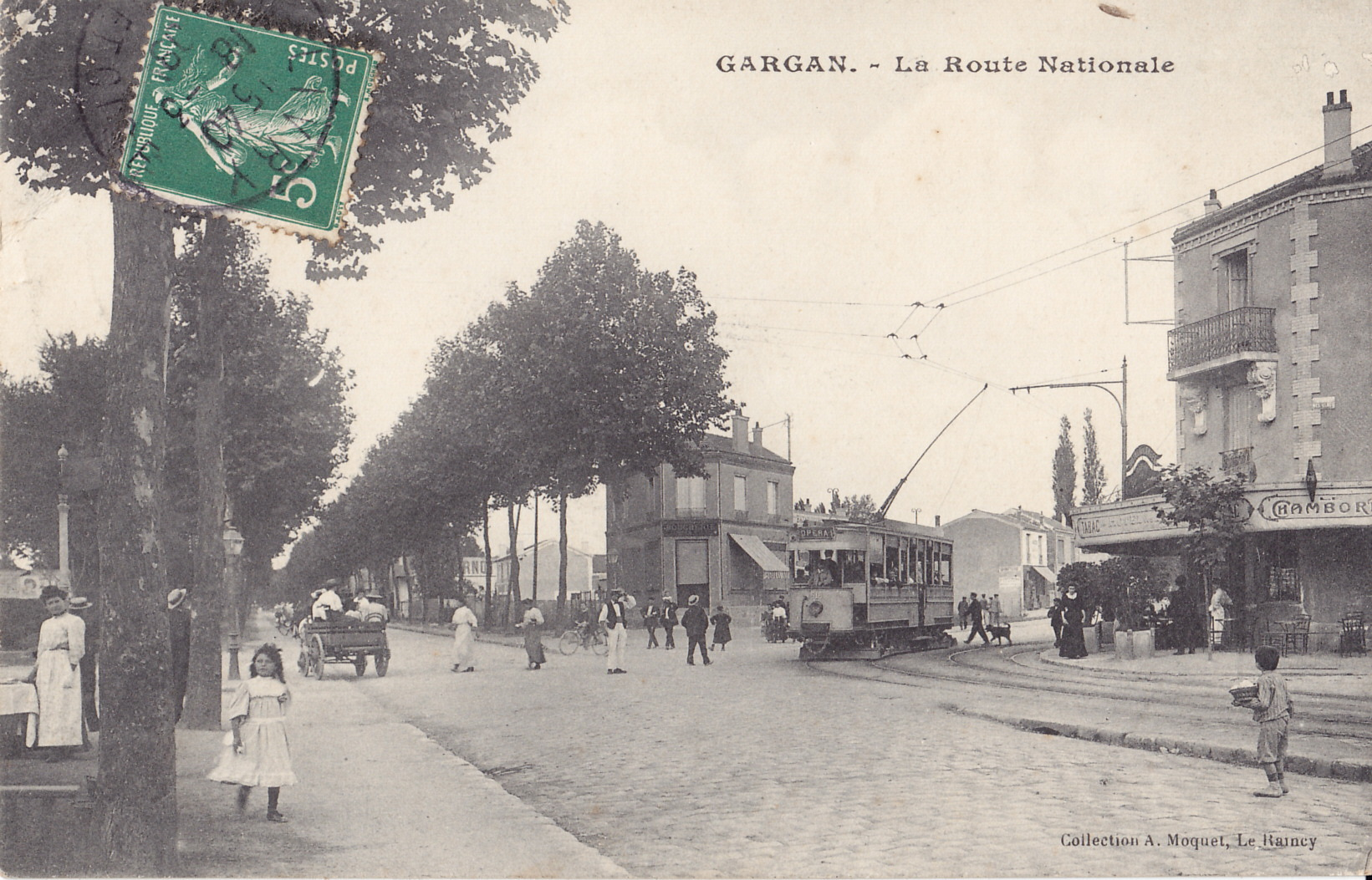
Gargan - La route nationale.

Cette avenue commence à la route nationale 3, à un carrefour qui s'appelait autrefois carrefour Monthyon. Elle rencontre notamment l'avenue du Président-Wilson (Route départementale 10E).
Elle est accessible par la gare de Gargan sur la ligne de Bondy à Aulnay-sous-Bois, créée en août 1875.
Il s'y trouvait autrefois le terminus de la ligne 1 du tramway qui allait jusqu'à l'Opéra de Paris, géré par la Compagnie des tramways de l'Est parisien.

## Origine du nom

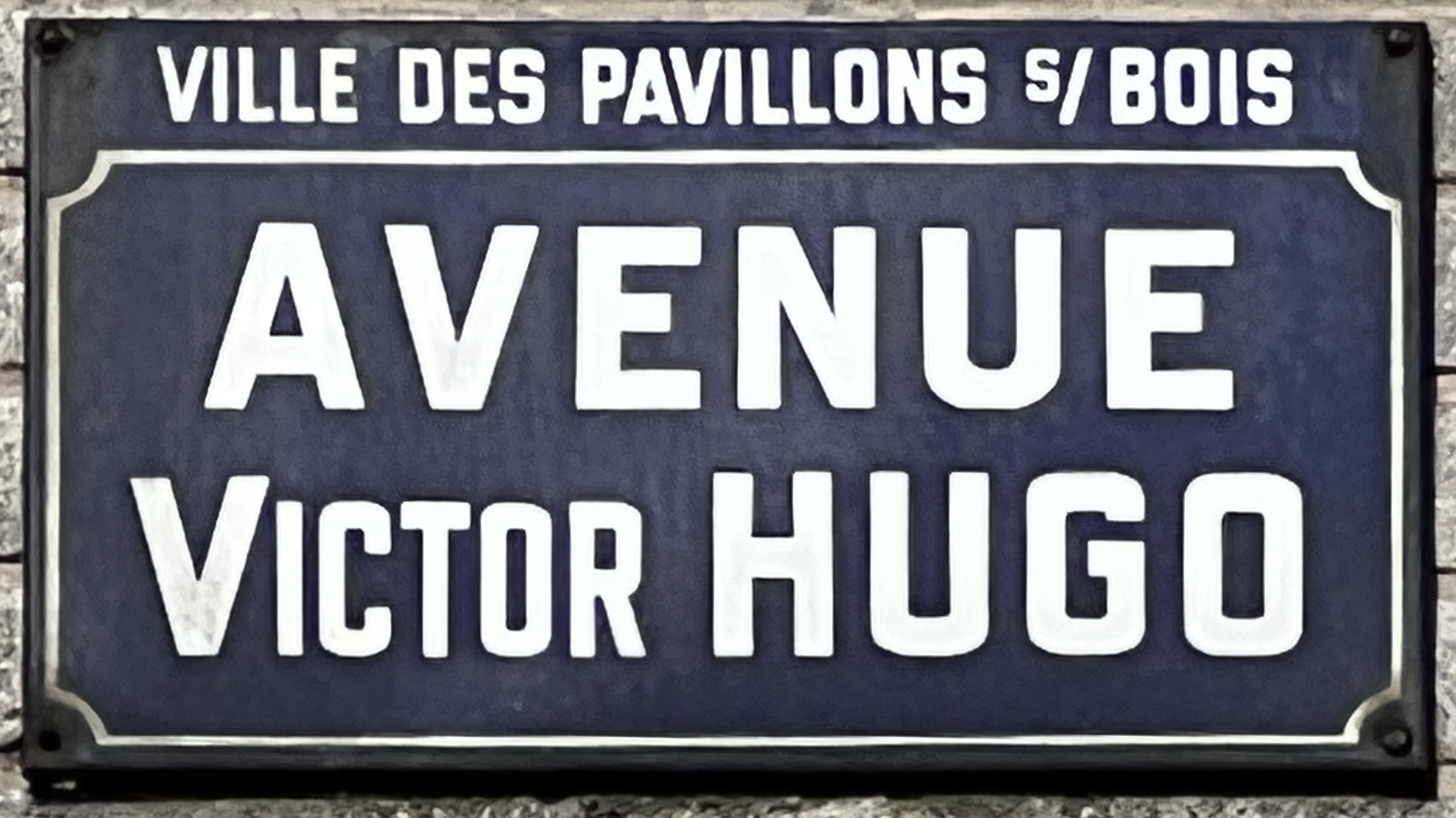
Plaque de l'avenue.

Cette voie de communication a été nommée en hommage au poète, dramaturge, écrivain et homme politique français Victor Hugo (1802-1885).

## Bâtiments remarquables et lieux de mémoire
Le 12 juin 1944, quatre jeunes gens sont arrêtés par la Feldgendarmerie dans cette avenue en possession d'armes, et immédiatement fusillés.